# Bembridge
Bembridge to wioska w południowo-wschodniej Anglii. Położona na wschodnim wybrzeżu wyspy Wight. W 2001 roku wioska liczyła 3848 mieszkańców. Określana jest największą wsią Wielkiej Brytanii.
Większa część populacji miejscowości stanowią przyjezdni z różnych zakątków Zjednoczonego Królestwa bogaci rezydenci. W Bembridge jest wiele przystani, lasów i wzgórz, z których roztacza się bardzo ciekawy widok na okolicę i całe wschodnie wybrzeże wyspy, a także morze i przepływające statki.
Bembridge ma dobre bezpośrednie połączenie autobusowe z Ryde i jest często odwiedzane przez turystów.

## Osoby związane z Bembridge
- Edward Michael Grylls - brytyjski podróżnik, alpinista i popularyzator sztuki przetrwania.

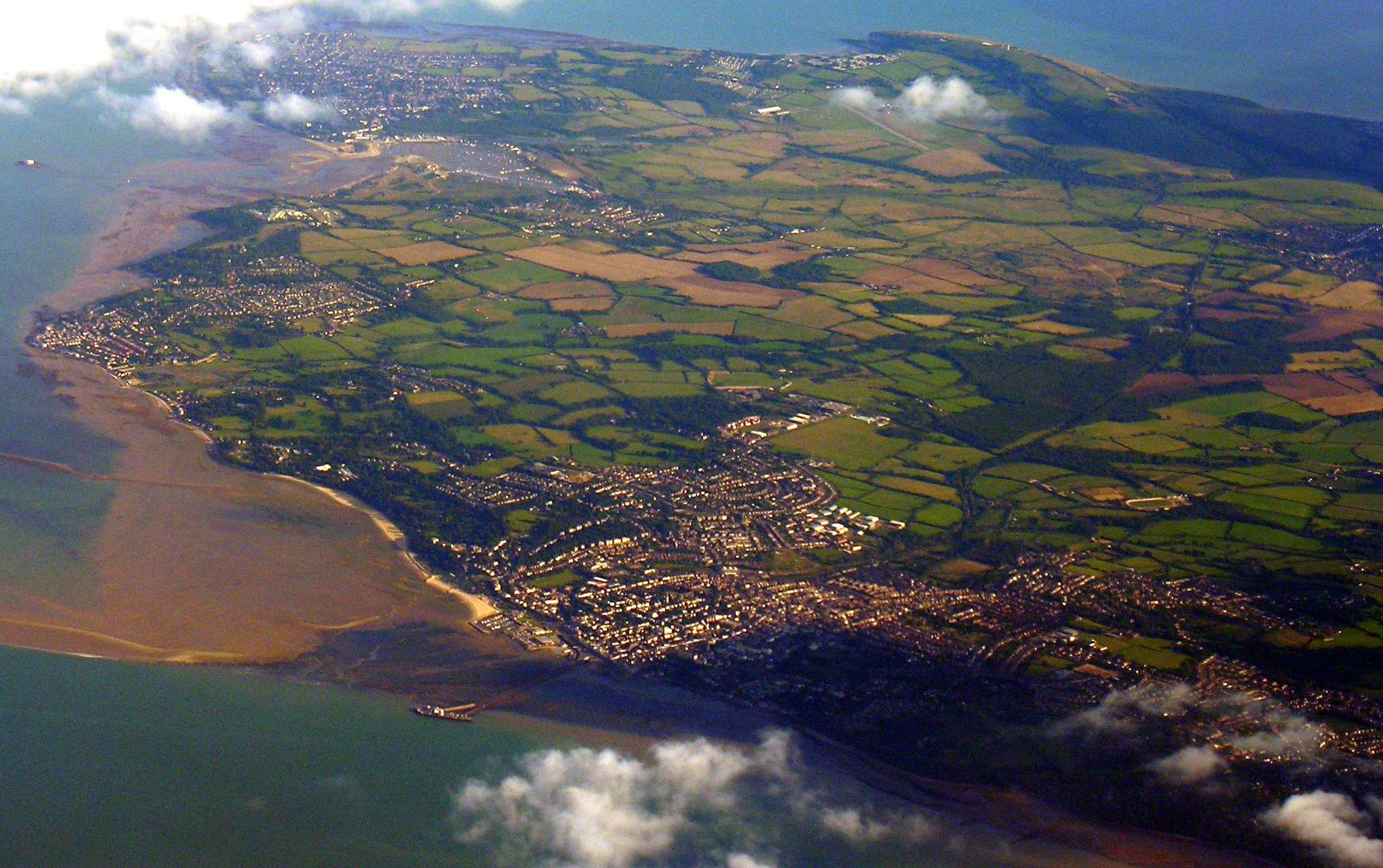
Obszar Ryde i Bembridge